# Johann Daniel Tewaag
Johann Daniel Tewaag (* 8. Juli 1754 in Lennep; † 21. Mai 1823 in Ümmingen bei Bochum) war ein deutscher evangelischer Geistlicher, Rektor und Autor. 

## Leben

### Familie
Johann Daniel Tewaag war das jüngste Kind des Lenneper Kaufmanns Peter Tewag (* 12. April 1708 in Lennep; bestattet 24. März 1775 ebenda) und dessen Ehefrau Eva (getauft 22. August 1709 in Jüchen; bestattet 22. Oktober 1767 in Lennep), einer Tochter von Peter Quack; er hatte noch elf Geschwister.
Er war seit dem 27. Dezember 1785 in Bochum mit Elisabeth (geb. Kampmann)  (* 1763) verheiratet; gemeinsam hatten sie mehrere Kinder.

### Werdegang
Mit Unterstützung seines älteren Bruders, der Rektor an der Schule von Lennep war, wurde er auf das spätere Studium vorbereitet. Er immatrikulierte sich 1774 zu einem dreijährigen Theologiestudium an der Universität Halle.
Nach Beendigung des Studiums war er anfangs im Waisenhaus in Halle tätig und wurde 1778 Inspektor an der dortigen Mädchenschule. Während er seine Familie besuchte, entschloss er sich, in der Heimat zu bleiben, und war anfangs als Hauslehrer sowie als Hilfsprediger in Remscheid tätig, bevor er 1781 Rektor der Bochumer evangelischen Lateinschule, die bei der Peter-und-Paul-Kirche untergebracht war, sowie Frühprediger wurde; während seines Wirkens gründete er eine Lesegesellschaft, die sich um die literarischen Bedürfnisse aller Stände im Umkreis von Bochum kümmerte. 
1803 wurde er Prediger in Ümmingen und bereitete unter anderem drei seiner Söhne auf das Studium an einer Universität vor. Er nahm sich auch des Religionsunterrichtes der Jugend in Ümmingen an und beschäftigte sich intensiv mit philologischen, philosophischen und theologischen Wissenschaften; hierzu veröffentlichte er verschiedene Schriften und übersetzte auch aus dem Französischen. 

## Schriften (Auswahl)
- Winke zum vernünftigen Verhalten bei dem Schweren und Unbegreiflichen in der Religion. Frankfurt am Main, 1789.
- Für Verachter und Freunde der Offenbarung. Halle, 1790 (Digitalisat).
- Widerlegung neuer Spottereien über die Religion und Bibel für Freigeister und Religionsfreunde. Frankfurt am Main, 1790.
- Neue Predigerunterstützung oder neu ausgearbeitete Entwürfe zu Predigten. Vier Bände. Duisburg, 1791–1796.
- Kurze und leichte Canzelvorträge, zur Amtserleichterung für Prediger. Duisburg 1794.
- Beobachtungen und Erfahrungen zur Beförderung eines frohen und vergnügten Lebens. 1796.
- Lebens- und Thatengeschichte zweier Thebaner des Epaminondas und des Pelopidas aus griechischen und lateinischen Autoren zusammengetragen. 1800.
- Auserlesene Fabeln aus den besten französischen Dichtern, mit einer beigedruckten deutschen Uebersetzung. Dortmund, 1800.
- Arbeiten für Prediger auf gewöhnliche oder besondere Fälle, bestehend in Canzelvorträgen. Lemgo, 1803.
- Amtserleichterung für Prediger oder Fortsetzung der Predigerunterstützung. Lemgo, 1803.
- Gebetbuch für Christen in Krankheiten und beim Tode. Lemgo, 1806.
- Religionsunterricht für Kinder, welche eingesegnet werden sollen. Dortmund, 1819.